# أريبيان بزنس
أريبيان بزنس (بالأنجليزية:Arabian Business) هي مجلة أعمال إماراتية تصدر أسبوعياً باللغتين الإنجليزية والعربية.تُنْشَر من قبل مجموعة آي تي بي للنشر في دبي، في أكتوبر - ديسمبر 2007 بلغ عدد النسخ الموزعة 20,468 نسخة. وبلغ عدد النسخ الموزعة الأسبوعية 23,016 نسخة خلال الأشهر الستة الأخيرة من عام 2011. وفي الفترة من يوليو - ديسمبر 2012، كان عدد النسخ الموزعة الأسبوعية 23,352 نسخة.

## الموقع الإلكتروني
أريبيان بزنس دوتكوم Arabianbusiness.com الموقع الإلكتروني الاقتصادي الأول في تغطية أهم الأنباء الاقتصادية والإخبارية في المنطقة والعالم على مدار الساعة، يواكب الموقع أحدث التطورات في كل أنشطة الأعمال. يؤمن الموقع لزواره أحدث المستجدات في قطاعات عديدة مثل المال والأعمال والتقنية والمجتمع والسياسة، فضلاً عن تقديم لقاءات ووجهات نظر لكبار صناع القرار مع تحليلات معمقة عن أحوال الأسواق والاستثمار.
يعد الموقع اليوم المرجع الرئيسي للأخبار الاقتصادية والاجتماعية والسياسية. ومرجعاً للباحثين عن الأخبار الاقتصادية، ويقدم لمتابعيه أخباراً على مدار الساعة، بالإضافة إلى الكثير من المقابلات الحصرية مع أهم رجال والشخصيات العامة، وهو متوفر على شبكات التواصل الاجتماعي وأجهزة الهاتف الذكية. كما يقدم الموقع نشرتين اخباريتين في اليوم واحدة في الصباح وأخرى في فترة بعد الظهر تضمان أهم الأخبار والمعلومات.
انطلق الموقع في بداياته عام 1998 كموقع إخباري تقني لمجموعة آي تي بي للنشر وهي الشركة الناشرة لمجلة أريبيان بزنس باللغتين العربية والإنجليزية ومجلات أخرى مشهورة في المنطقة مثل تايم آوت الشرق الأوسط وأريبيان كومبيوتر نيوز ومجلة أهلا باللغتين العربية والإنكليزية ومجلة فيفا وكوزومبوليتان ومجلة هوتيليير وكونستراكشن ويك وأويل أند غاز ومجلات متخصصة أخرى تزيد عن 80 مجلة متعددة النشاط.
مع صعود موجة شركات الدوتكوم العالمية في أمريكا منذ منتصف التسعينات، انطلق الموقع وكان الأهم في ذلك الوقت من بين المواقع التي تنشر أخبار التقنية باللغتين العربية والإنجليزية. وقبيل بدايات فقاعة الدوتكوم أصبح اسمه آي تي بي أريبيا دوتكوم
ITPARABIA.com، الذي تنوع ليشمل ويولّد مجموعة من المواقع الإلكترونية المتخصصة في ذلك الوقت. ولتلاقي شهرة ورواج في مجتمع الإنترنت حديث النشأة في المنطقة.
في العام 2000 ومع انطلاقة مجلة أريبيان بزنس باللغتين العربية والإنجليزية لجأت الشركة إلى المزيد من التخصص وأسست مواقع إلكترونية منفصلة لكل مجلة من مجلاتها، وطُوِّر الموقع لينطلق في العام 2007 بحلته الجديدة business.com Arabian ويحتل المرتبة الأولى بين المواقع الاقتصادية الإلكترونية الشاملة باللغتين العربية والإنجليزية.

## التوزيع
| الموقع                    | الكمية الموزعة |
| ------------------------- | -------------- |
| الولايات المتحدة، نيويورك | 10,000         |
| الولايات المتحدة، واشنطن  | 10,000         |
| المملكة المتحدة، لندن     | 22,000         |
| فرنسا، باريس              | 3,000          |
| إيطاليا، ميلانو           | 1,000          |
| إسبانيا، مدريد            | 3,000          |
| إيطاليا، روما             | 2,000          |
| روسيا، موسكو              | 3,000          |
| الصين، هونغ كونغ          | 3,000          |
| جنوب إفريقيا، جوهانسبرغ   | 3,000          |
| سنغافورة                  | 5,000          |

الإحصاءات قدمتها مجموعة آي تي بي للنشر في 24 سبتمبر 2008.

## وصلات خارجية
- الموقع الرسمي